# Bianca Maria Fusari
Bianca Maria Fusari (Roma, 13 maggio 1932) è un'attrice italiana.

## Biografia
Dopo alcuni provini viene scoperta da Mario Mattoli, che la sceglie per una parte nel film Tototarzan. Debutta così a diciassette anni nel mondo del cinema.
Nel 1953 avrà modo di recitare diretta dal grande regista statunitense Joseph L. Mankiewicz, accanto ad Ava Gardner, nel film La contessa scalza, girato parzialmente in Italia. Dopo la fine delle riprese, il regista la invita a trasferirsi a Hollywood, dove avrebbe avuto grandi possibilità di lavoro, ma la Fusari rifiuta, e questo condizionerà la sua carriera. Dopo aver girato 8 pellicole si ritira a vita privata nel 1955.

## Filmografia

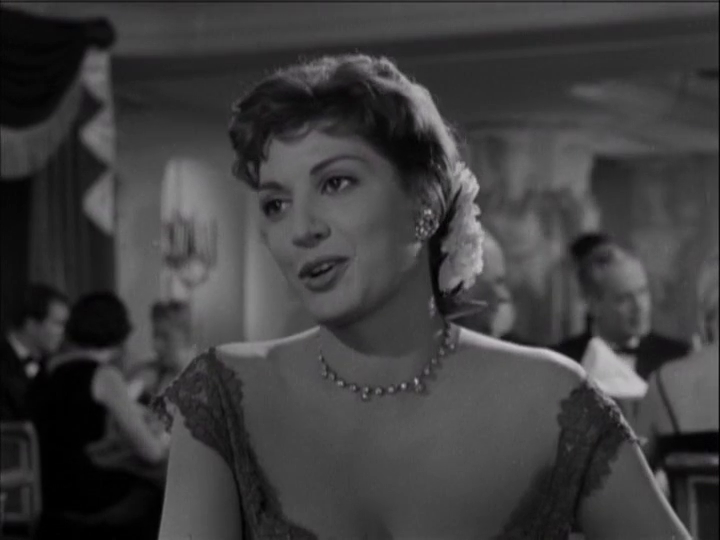
Bianca Maria Fusari in Io piaccio (1955)

- Tototarzan, regia di Mario Mattoli (1950)
- Quattro rose rosse, regia di Nunzio Malasomma (1951)
- Il viale della speranza, regia di Dino Risi (1952)
- La contessa scalza (The Barefoot Contessa), regia di Joseph L. Mankiewicz (1954)
- Le due orfanelle, regia di Giacomo Gentilomo (1954)
- Lacrime d'amore, regia di Pino Mercanti (1954)
- Suonno d'ammore, regia di Sergio Corbucci (1955)
- Io piaccio, regia di Giorgio Bianchi (1955)
- Adriana Lecouvreur, regia di Guido Salvini (1955)

### Doppiatrici
- Lydia Simoneschi in Io piaccio